# دار الراطي
دار الراطي هي قرية مغربية. جبلية، تنتمي إلى جماعة زعرورة قيادة بني كرفط قبيلة سوماتة إقليم العرائش جهة طنجة تطوان الحسيمة. المملكة المغربية ينتمي مدشر دار الراطي لمشيخة سيدي مزوار التي تضم 6 مداشير. يقدر عدد سكانه بـ 462 نسمة حسب الإحصاء الرسمي للسكان والسكنى لسنة 2004

## معرض الصور

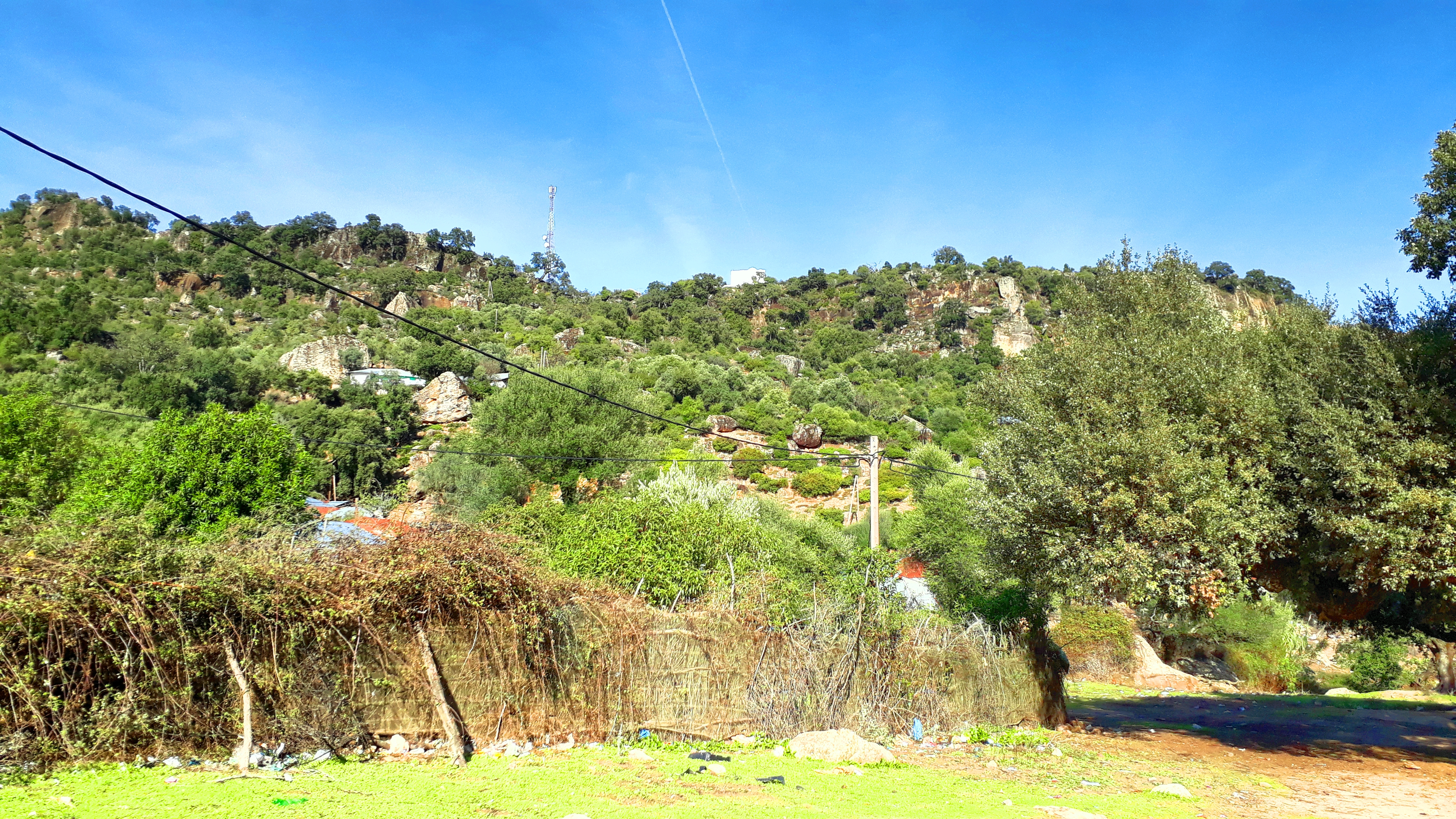
قرية دار الراطي جماعة زعرورة
شعار دار الراطي
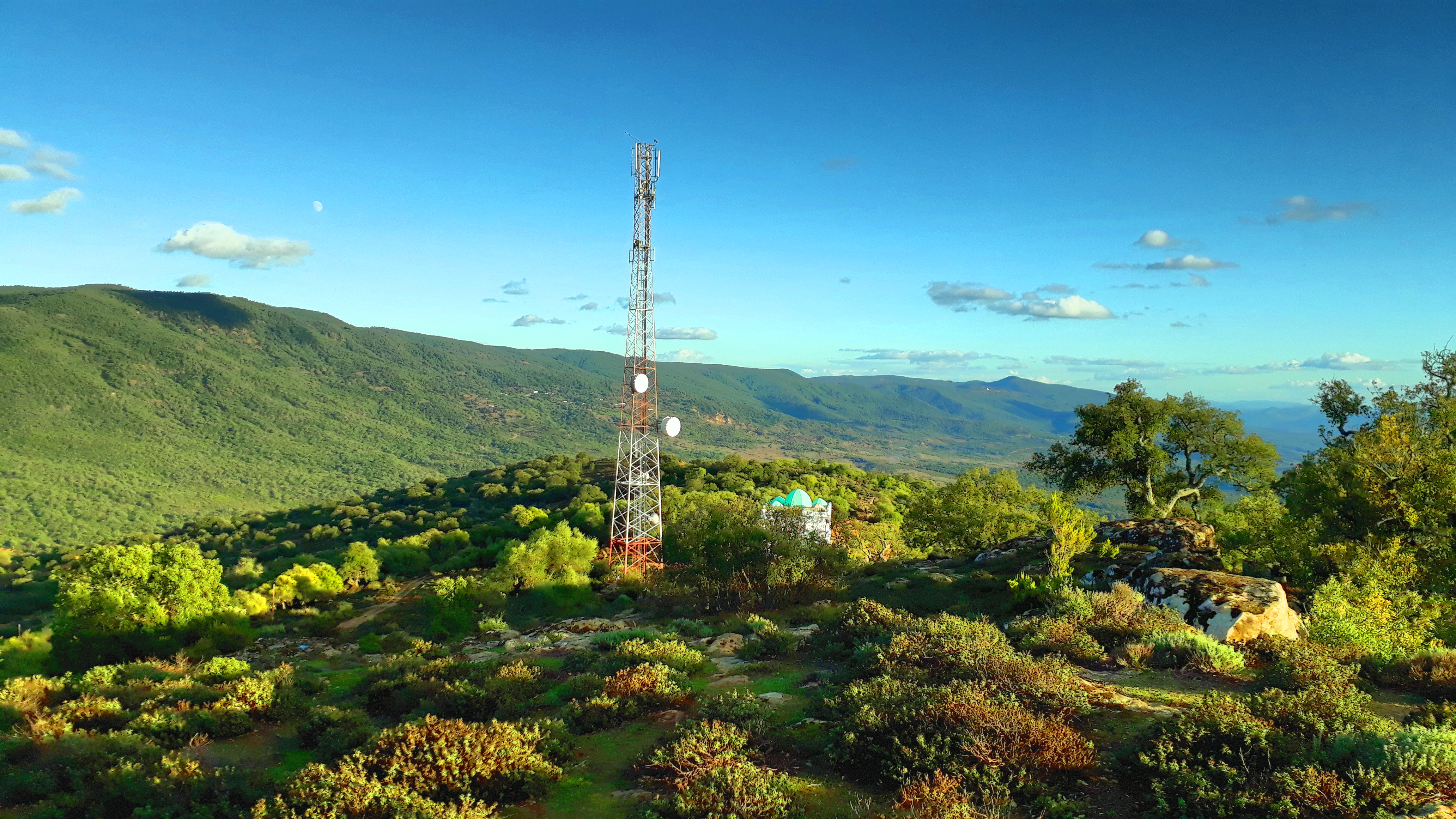
قلعة حجر النسر دار الراطي.
دوار دار الراطي جماعة زعرورة
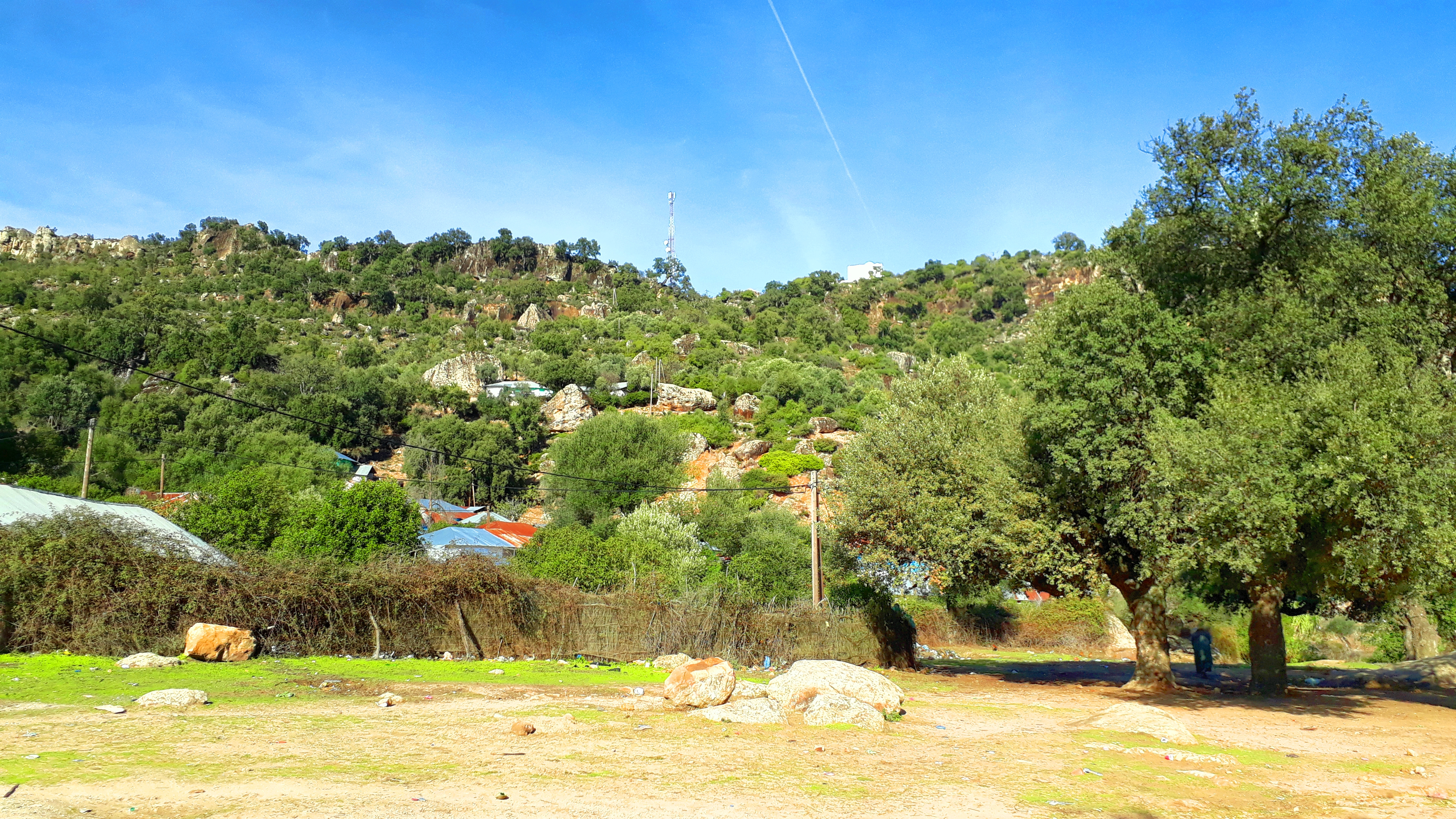
دار الراطي قبيلة سوماتة جماعة زعرورة
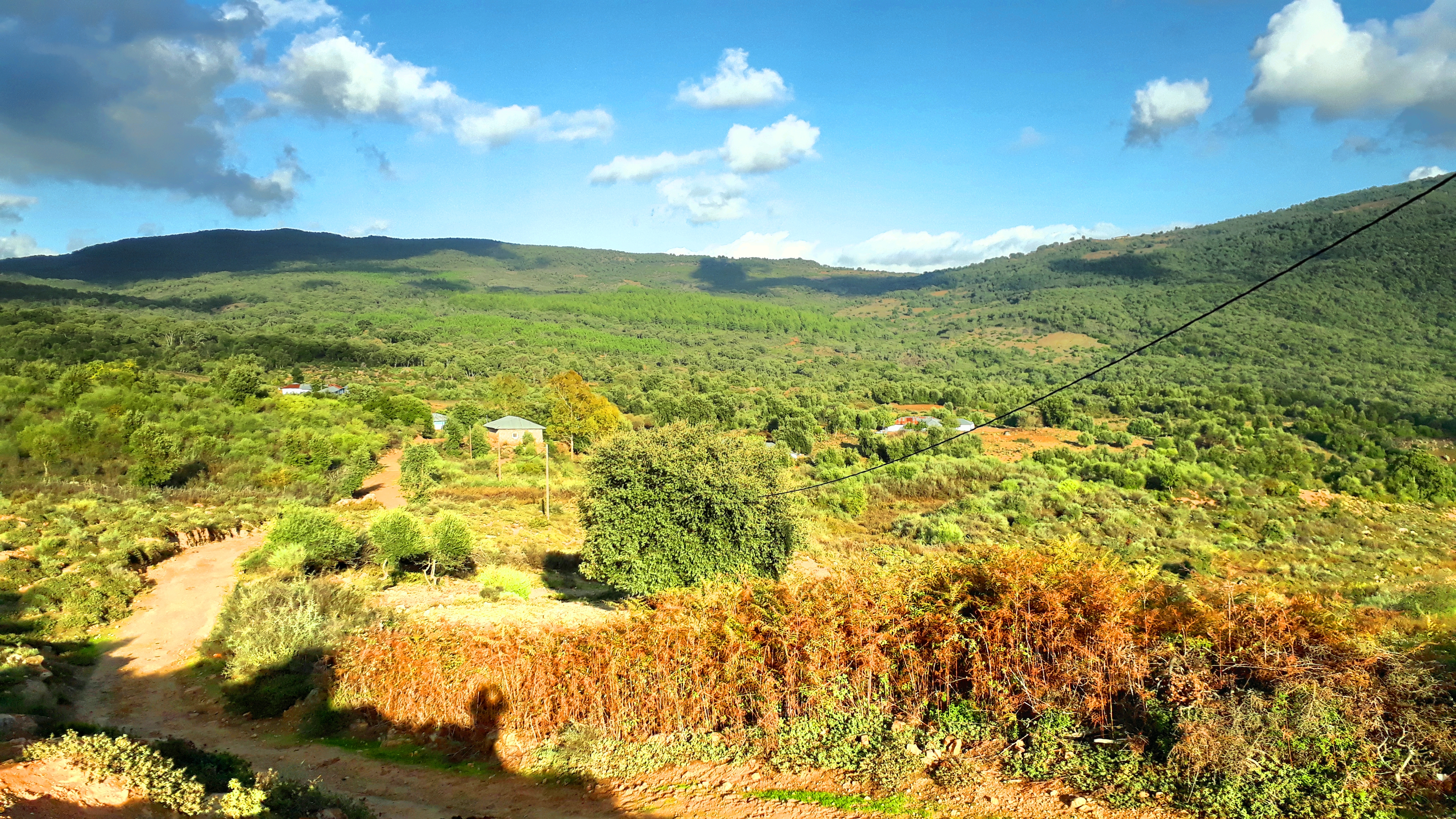
الحجار دار الراطي
لوغو دار الراطي
شعار دار الراطي زعرورة
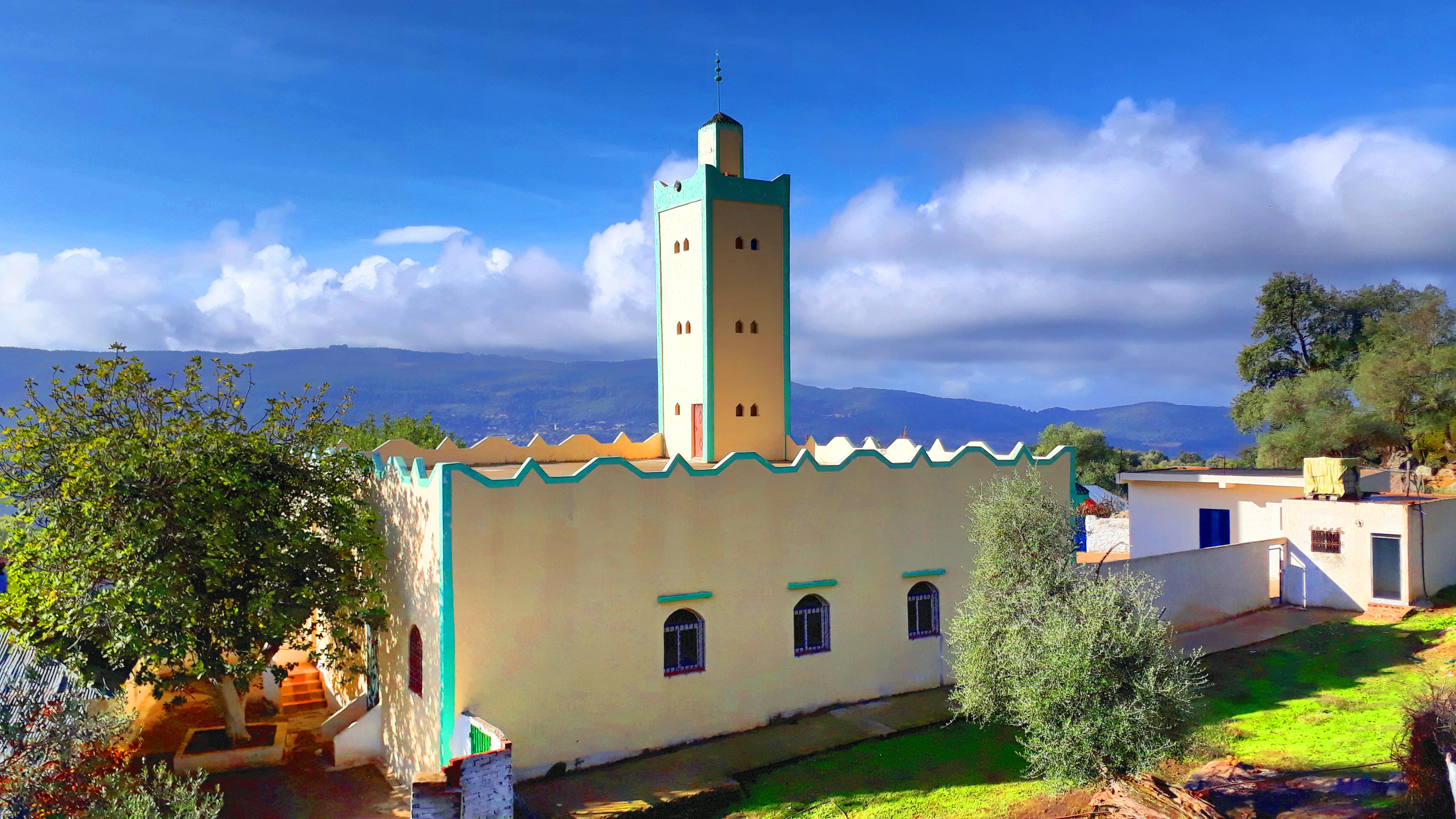
مسجد النور دار الراطي
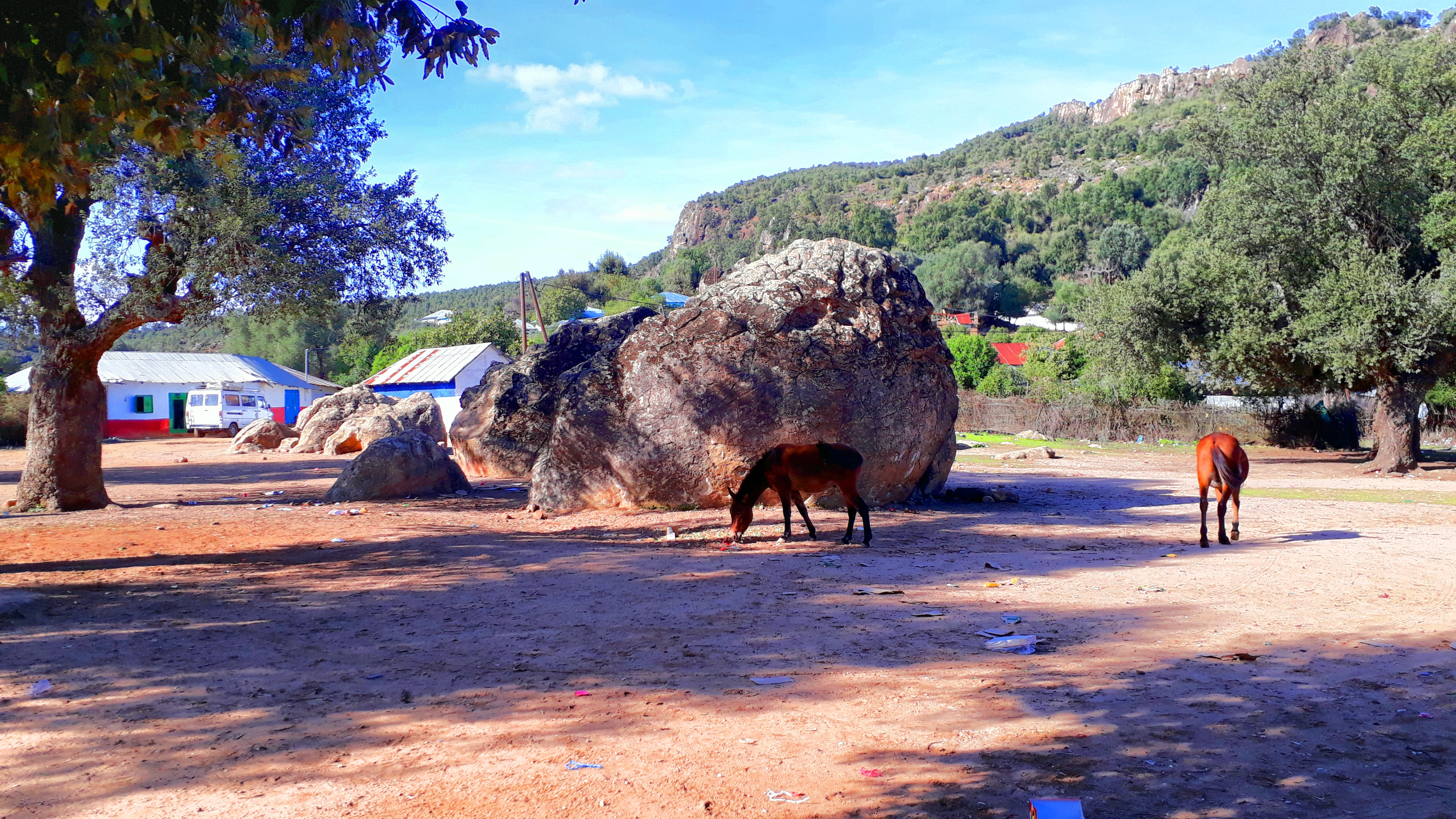
أمراح دار الراطي
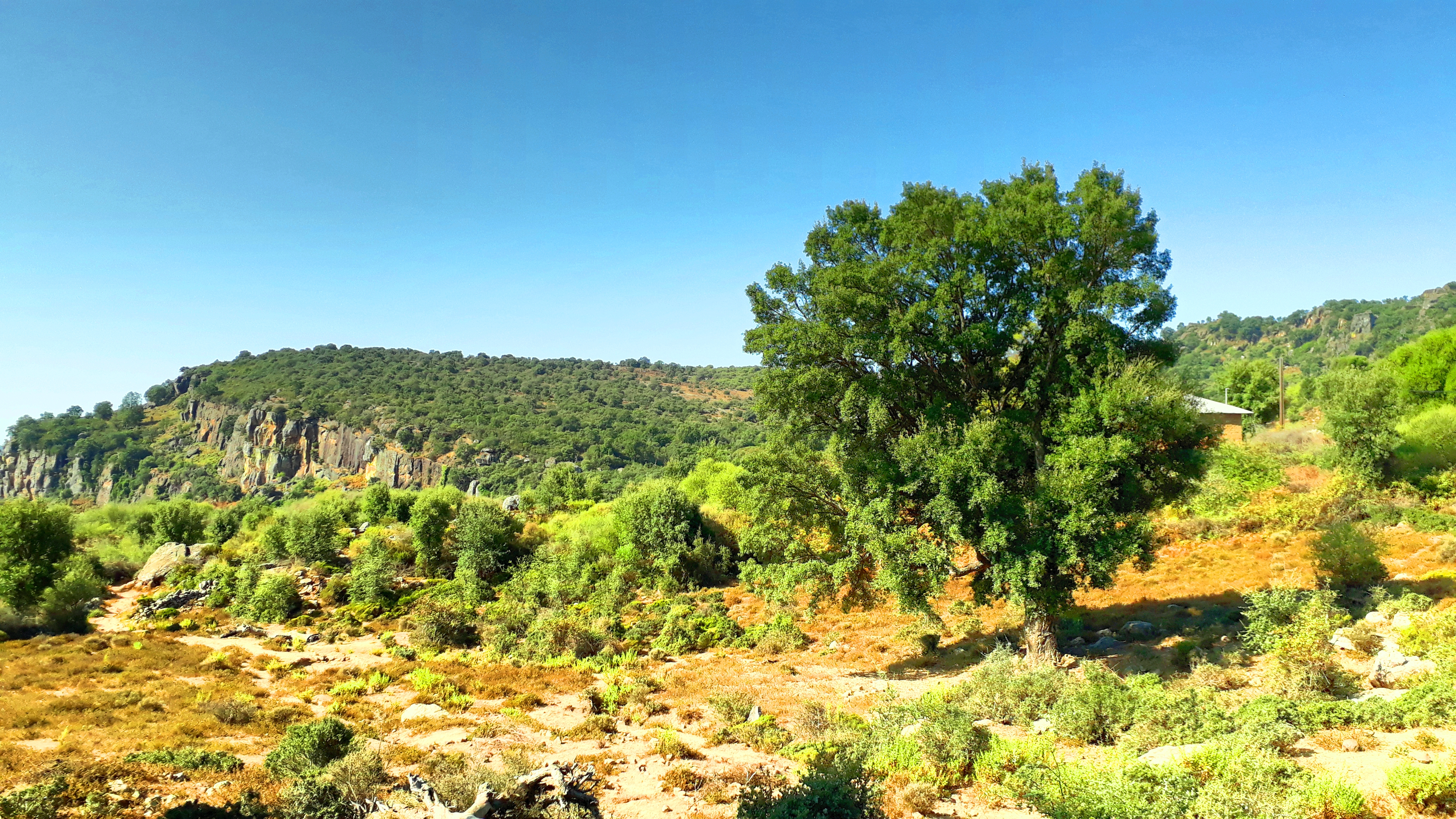
الحجار دار الراطي زعرورة
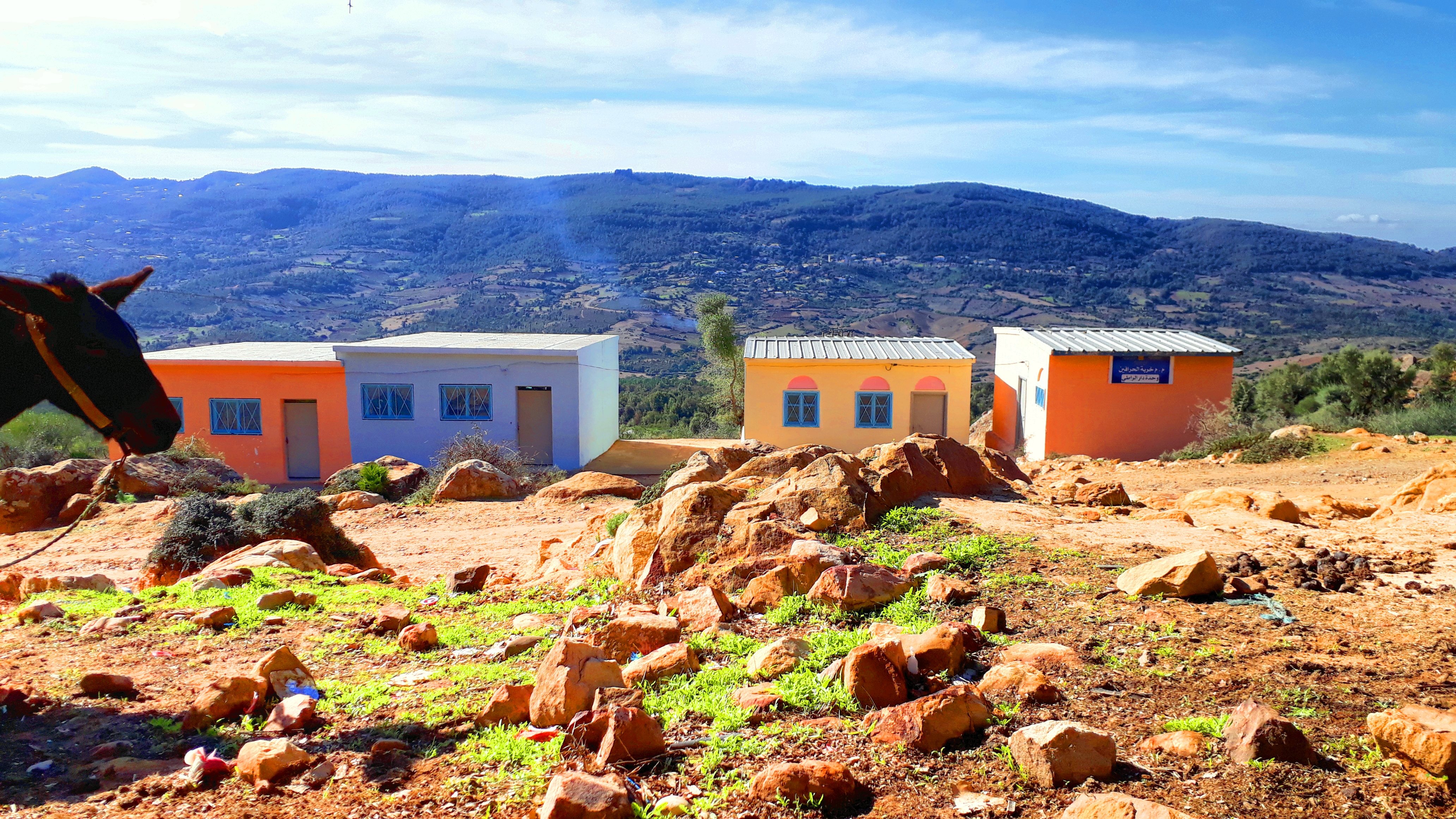
مدرسة دار الراطي
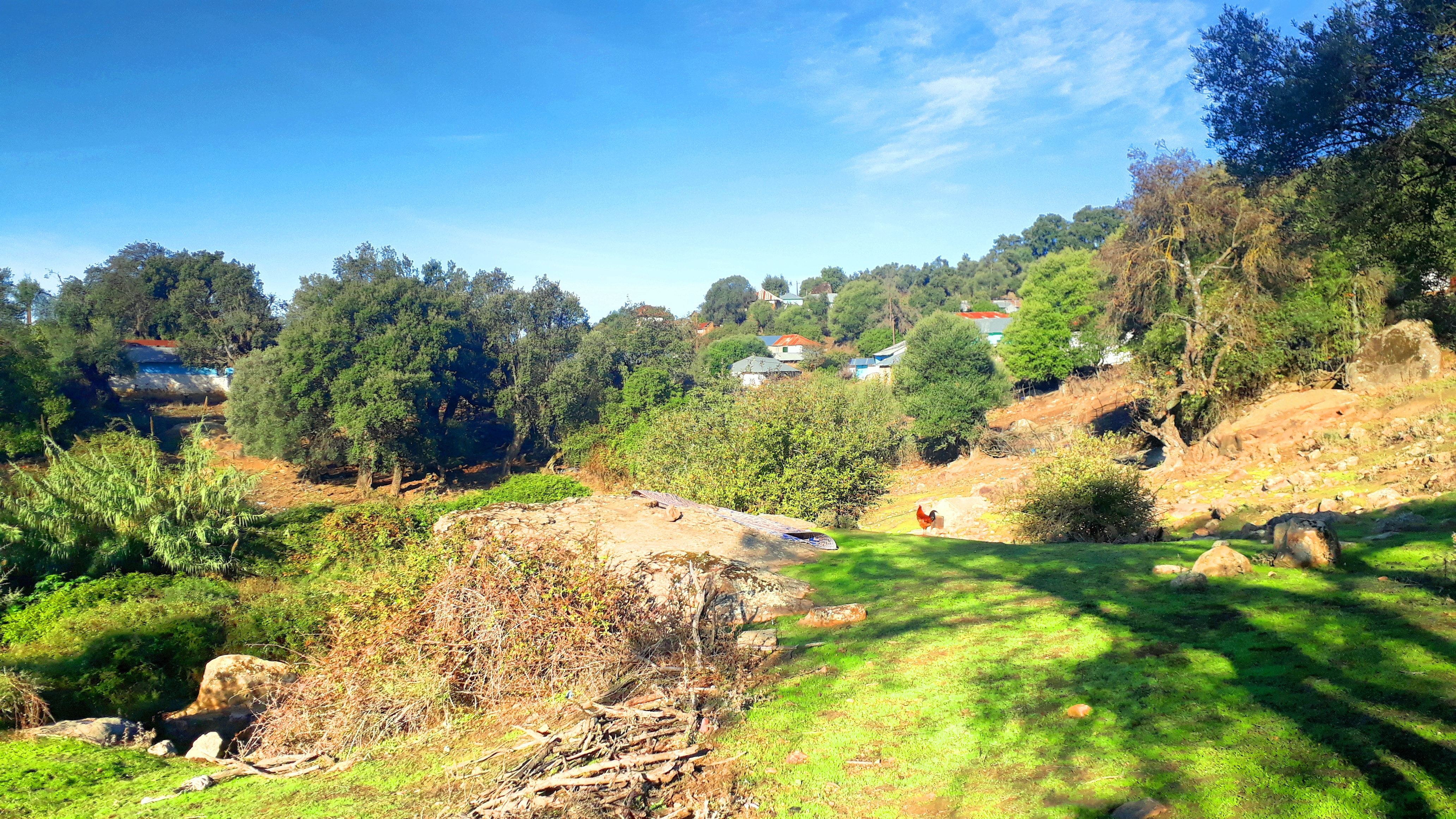
دار الراطي DarRati